# Предраг Николић (шахиста)
Предраг Николић (Шамац, 11. септембар 1960) је шаховски велемајстор који је наступао за Југославију и Босну и Херцеговину.

## Каријера
Предраг Николић је 1979. први пут играо на Првенству Југославије у шаху и заузео од 2. до 4. места. Првак Југославије у шаху постаје на првенствима 1980. и 1984. Титулу међународног мајстора стекао је 1980. а велемајстора 1983.
Освојио је турнире у Сарајеву (1984, 1987), Новом Саду (1984), Рејкјавику (1986).
За шаховску репрезентацију Југославије наступа на 24. шаховској олимпијади на Малти, где Југославија осваја бронзану медаљу, а Николић, као најбоља друга резерва, осваја златну медаљу са 6½ бодова из 8 партија. Николић је Југославију представљао и на шаховским олимпијадама 1984. у Солуну, 1986. у Дубаију, 1988. у Солуну и 1990. у Новом Саду.
Због рата у Босни и Херцеговини, заједно са велемајстором Иваном Соколовим емигрирао је у Холандију 1993. У Холандији је стекао држављанство и настанио се у Лајдену, где живи и данас. Освојио је Првенства Холандије 1997. и 1999.
Наступао је на шаховским олимпијадама 1992. у Манили и 1994. у Москви, где као играч прве табле осваја сребрну медаљу са репрезентацијом Босне и Херцеговине. На шаховским олимпијадама учествује с прекидима све до 2008.
Највећи успех у каријери остварио је на Европском појединачном првенству у Анталији 2004, где је освојио исти број бодова као Василиј Иванчук. У избору за златну медаљу изгубио је 0:2, те му је припала сребрна медаља.